# Movember
Мовембер (Movember, Усабрь, Небритябрь; словослияние из англ. moustache — «усы» и november — ноябрь) обозначает вид фандрайзинга, зародившегося в Австралии, при котором мужчины ежегодно в ноябре отращивают усы и в течение месяца делают пожертвования на изучение и борьбу с раком простаты и другими мужскими болезнями. «Мовембер» организован как фонд, который организует ноябрьскую акцию в 21 стране и пересылает средства в организации, занимающиеся изучением проблемы. В 2008 году в акции приняли участие более 170 000 мужчин, собрав при этом почти 15 миллионов $A. Примерно две трети участников и пожертвований были из Австралии.

## История
«Мовембер» был введён группой молодых людей в 1999 году в Аделаиде. Начиная с 2004 (2006) года в Австралии и Новой Зеландии проходят ежегодные мероприятия, целью которых помимо сбора средств является привлечение внимания к проблеме здоровья мужчин. В первую очередь речь идёт о предотвращении и улучшении борьбы с раком простаты. Однако помощь оказывается также организациям, занимающимся проблемами депрессии и биполярного аффективного расстройства, так как обе эти болезни очень часто встречаются у мужчин, однако бывают редко диагностированы и практически не подвергаются лечению со стороны врачей.
Будущие участники регистрируются на сайте «Movember» и начинают акцию с 1 ноября гладко выбритыми. До конца ноября участник отращивает усы. При этом допускаются все виды и варианты усов. Во время акции друзья и знакомые участника могут жертвовать деньги от его имени в Movember Inc.. Участники могут создавать команды — например в рамках фирмы, компании, спортивной команды — и в игровой форме устраивать соревнование, от чьего имени будет собрана наибольшая сумма пожертвований. Так как усы, особенно на начальной фазе роста, воспринимаются окружающими неоднозначно, участнику часто задают вопросы на эту тему, ответом на которые является сообщение о том, что он участвует в акции и таким образом участник может привлечь больше средств. В конце ноября организуется Гала-представление, на котором чествуются участники и команды, собравшие наибольшие суммы пожертвований, а также награждаются лучшие тридцатидневные усы.